# Liste des épisodes de Scooby-Doo et Scrappy-Doo

Cette page présente la liste des épisodes de la série d'animation Scooby-Doo et Scrappy-Doo  (1979-80) et deux séries dérivées : Les Voyages fantomatiques de Scoubidou (1980-82) et Mystérieusement vôtre, signé Scoubidou (1983-84).

## Scooby-Doo et Scrappy-Doo(1979-1980)
1. Le Scarabée bleu (The Scarab Lives!)
2. Le Fantôme de la nuit (The Night Ghoul of Wonderworld)
3. Rencontre étrange d'un sort de Scooby (Strange Encounters of a Scooby Kind)
4. Le Fantôme électrique (The Neon Phantom of the Roller Disco!)
5. Le démon est un serpent ou Le Serpent démoniaque (Shiver and Shake, That Demon's A Snake)
6. Le squelette effrayant du ciel (The Scary Sky Skeleton)
7. Le Dragon sacré (The Demon of the Dugout)
8. L'Ours du diable (The Hairy Scare of the Devil Bear)
9. Le Monstre de la mer (Twenty Thousand Screams Under the Sea)
10. Le Vampire de la baie ou La Femme vampire de San Francisco (I Left My Neck in San Francisco)
11. La Créature des étoiles ou  Quand vous souhaitez une créature d'étoile (When You Wish Upon a Star Creature)
12. La Créature de l'ombre ou 'La Créature de l'ombre - 1ère partie (The Ghoul, the Bat, and the Ugly)
13. Le Chien fantôme ou Le Fantôme des neiges (Rocky Mountain Yiiiii!)
14. La Perle des étoiles ou La Menace du sorcier (The Sorcerer's a Menace)
15. Le Minotaure ou La Créature de l'ombre - 2ème partie (Lock The Door, It's a Minotaur!)
16. Le sifflet de Scrabidou ou La Rançon du chef de Scooby (The Ransom of Scooby Chief)

## Les Voyages fantomatiques de Scoubidou(1980-1982)

### Saison 1 (1980-1981)
1. Rencontre d'un genre étrange (A Close Encounter With a Strange Kind)
2. La Nuit des vampires (A Fit Night Out For Bats)
3. Usine d'aliment chinois (The Chinese Food Factory)
4. Le Magicien du désert (Scooby's Desert Dilemma)
5. Au jeu du chat et de la souris (The Old Cat and Mouse Game)
6. Les Passagers clandestins (Stowaways)
7. Ne dérangez pas la momie (Mummy's the Word)
8. Tiens bon Scooby (Hang in There, Scooby)
9. Scooby-Doo superstar (Stuntman Scooby)
10. Un clown parmi les clowns[1] ou Scooby fait son cirque (Scooby's Three Ding-A-Ling Circus)
11. Scooby sur l'île fantastique (Scooby's Fantastic Island)
12. Le Pirate (Long John Scrappy)
13. Jour de corrida (Scooby's Bull Fright)
14. Scooby-Doo chez les fantômes (Scooby Ghosts West)
15. Le Chasseur de papillons (A Bungle in the Jungle)
16. Scooby à la fête (Scooby's Fun Zone)
17. La Sorcière des marécages (Swamp Witch)
18. Sir Scooby et le Chevalier noir (Sir Scooby and the Black Knight)
19. Le Fantôme de cire[2] ou Le Musée de cire (Waxworld)
20. Scooby-Doo au pays des merveilles (Scooby in Wonderland)
21. Joyeux anniversaire, Scrappy-Doo (Scrappy's Birthday)
22. Le Monstre des mers du sud (South Seas Scare)
23. Scooby à la montagne (Scoobys Swiss Miss)
24. Le Chapardeur du pôle Nord (Alaskan King Coward)
25. Scooby-Doo en Italie (Et Tu, Scoob?)
26. Scooby à la pêche (Soggy Bog Scooby)
27. Maître Pâtissier (Scooby Gumbo)
28. Scooby sur orbite (Way Out Scooby)
29. Le Malabar du gymnasium (Strongman Scooby)
30. Gare au loup-garou (Moonlight Madness)
31. Scooby au régiment (Dog Tag Scooby)
32. Scooby au centre de la Terre (Scooby at the Center of the World)
33. Scooby et le magicien d'Ahz (Scooby's Trip to Ahz)
34. La Fantôme des catacombes (A Fright At the Opera)
35. Robot Ranch (Robot Ranch)
36. Une histoire d'espion (Surprised Spies)
37. Ces clones venus d'ailleurs (The Invasion of the Scooby Snatchers)
38. Scooby roi du Bengale (Scooby Dooby Guru)
39. Scooby contre le Bandito (Scooby and the Bandit)

### Saison 2 (1981)
1. Scoubinocchio (Scooby Nocchio)
2. Le Gardien du phare (Lighthouse Keeper Scooby)
3. Les Racines de Scooby (Scooby's Roots)
4. Scooby s'échappe de l'Atlantide (Scooby's Escape From Atlantis)
5. L'Histoire d'Excalibur (Excalibur Scooby)
6. Scooby sauve le monde (Scooby Saves the World)
7. Scooby Dooby Bouh ! (Scooby Dooby Goo)
8. Scooby en pousse-pousse (Rickshaw Scooby)
9. La chance de Scooby en Irlande (Scooby's Luck of the Irish)
10. Scooby derrière la scène (Backstage Scooby)
11. La Maison des mystères (Scooby's House of Mystery)
12. Bonne nuit Scooby (Sweet Dreams Scooby)
13. Voyage dans le futur (Scooby-Doo 2000)
14. Scooby-Doo connaît la musique (Punk Rock Scooby)
15. Scooby-Doo fait du secrétariat (Canine to Five)
16. Scooby-Doo bâtisseur (Hardhat Scooby)
17. Des fleurs pour Scooby-Doo (Hothouse Scooby)
18. Scooby au foot (Pigskin Scooby)
19. Scooby et les Vieux Coucous (Sopwith Scooby)
20. Scooby-Doo et le Yeti (Tenderbigfoot)
21. Scooby-Doo et le Haricot magique (Scooby and the Beanstalk)

### Saison 3 (1982)
1. Le Maquereau maltais (The Maltese Mackerel)
2. Serveur, un boulot de dingue (Dumb Waiter Caper)
3. Yabba et les voleurs de bétail (Yabba's Hustle Rustle)
4. Le Détrousseur des mers (Catfish Burglar Caper)
5. Le Film monstrueux (Movie Monster Menace)
6. Un héritage qui ne paye pas de mine (Mine Your Own Business)
7. Un bon coup de filet (Basketball Bumblers)
8. Sammy Super Tenace (Super Teen Shaggy)
9. Magie tragique (Tragic Magic)
10. Le Concours de beauté (Beauty Contest Caper)
11. L'Appétit vient en mangeant (Stakeout at the Takeout)
12. Reviens Scrappy (Runaway Scrappy)
13. Mais qui est qui ? (Who's Scooby-Doo?)
14. Double rendez-vous (Double Trouble Date)
15. Celui qui s'échappe plus vite que son ombre (Slippery Dan the Escape Man)
16. Un tramway nommé mystère (Cable Car Caper)
17. Tout dans les muscles (Muscle Trouble)
18. Le Bon, la brute et le Yabba-Doo (The Low-Down Showdown)
19. A la poursuite de la bande dessinée (The Comic Book Caper)
20. Le Diseur de mal aventure (The Misfortune Teller)
21. Le Vampire de l'ouest (The Vild Vest Vampire)
22. Les Pierres de l'angoisse (A Gem of a Case)
23. Demain la malédiction (From Bad to Curse)
24. Le Derby de Tumbleweed (Tumbleweed Derby)
25. La Voiture qui rétrécit (Disappearing Car Caper)
26. Scooby-Doo et Génie Poo (Scooby-Doo and Genie-Poo)
27. Autant en emporte la loi (Law and Disorder)
28. Rencontre avec le troisième type (Close Encounters of the Worst Kind)
29. Capitaine Canin contre-attaque (Captain Canine Caper)
30. Les Fous aliénés (Alien Schmalien)
31. Les Incroyables entrechats de Lady Cat (The Incredible Cat Lady Caper)
32. Les Rois du pique-nique (Picnic Poopers)
33. A nous New-York (Go East Young Pardner)
34. Un million d'années avant déjeuner (One Million Years Before Lunch)
35. Où est passé le loup-garou ? (Where's the Werewolf?)
36. Sur la rivière folle (Up a Crazy River)
37. Bal de campagne mouvementé (The Hoedown Showdown)
38. Scooby aux sports d'hiver (Snow Job Too Small)
39. L'Époux laid comme un poux (Bride and Gloom)

## Mystérieusement vôtre, signé Scoubidou(1983-1984)

### Saison 1 (1983)
1. Au temps des vikings (Scooby the Barbarian)
2. Requins à l'horizon (No Sharking Zone)
3. La maison hantée (Scoobygeist)
4. Le cimetière indien (The Quakmire Quake Caper)
5. Le monstre de Scoobyvilles (The Hound of the Scoobyvilles)
6. Scooby-Doo et le Dinosaure (The Dinosaur Deception)
7. La créature du laboratoire (The Creature from the Chem Lab)
8. Le secret masqué (No Thanks Masked Manx)
9. Scooby de la jungle (Scooby of the Jungle)
10. Scooby-Doo et les Cyclopes (Scooby-Doo and Cyclops, Too)
11. Scooby en Australie (Scooby-Roo)
12. Scooby et la médaille d'or (Scooby's Gold Medal Gambit)
13. Jeux de magiciens (Wizards and Warlocks)
14. Le fantôme de la Soap Opera (Scoobsie)
15. Le rêve de Scooby (The Mark of Scooby)
16. La fête du lycée (Crazy Carnival Caper)
17. Scooby-Doo et le Minotaur (Scooby and the Minotaur)
18. Le fantôme du stade (Scooby Pinch Hits)
19. Scooby tombe à pic (The Fall Dog)
20. Le coupé de Scooby (The Scooby Coupe)
21. Aujourd'hui le retour de Frankenstein (Who's Minding the Monster ?)
22. Scooby à la mode de Paris (Scooby a La Mode)
23. Scooby-Doo, où est-tu?1re partie (Where's Scooby Doo ? Part 1)
24. Scooby-Doo, où est-tu?2e partie (Where's Scooby-Doo? Part 2)
25. Un mariage fantômatique, partie 1 (Wedding Bell Boos, Part 1)
26. Un mariage fantômatique, partie 2 (Wedding Bell Boos, Part 2)

### Saison 2 (1984)
1. Bon anniversaire Scooby-Doo, 1re partie (Happy Birthday, Scooby-Doo, Part 1)
2. Bon anniversaire Scooby-Doo, 2e partie (Happy Birthday, Scooby-Doo, Part 2)
3. Une main de cauchemar (The Hand of Horror)
4. La Maison des horreurs (Scooby's Peep-Hole Pandemonium)
5. Être ou ne pas être Scooby-Doo ? (Scoo-Be or Not Scoo-Be?)
6. Le Masque de la méduse (The Stoney Glare Scare)
7. Mission inscoobydable (Mission Un-Doo-Able)
8. Quel guêpier (The Bee Team)
9. Service compris (Doom Service)
10. Mission secrète (A Code in the Nose)
11. Les Astronautes antiques, 1re partie (Ghosts of the Ancient Astronauts, Part 1)
12. Les Astronautes antiques, 2e partie (Ghosts of the Ancient Astronauts, Part 2)
13. Enquête au pôle Sud (South Pole Vault)
14. La Nuit des jouets vivants (The Night of the Living Toys)
15. Ouvrez le bal des vampires, 1re partie (A Halloween Hassle at Dracula's Castle, Part 1)
16. Ouvrez le bal des vampires, 2e partie (A Halloween Hassle at Dracula's Castle, Part 2)
17. Nuit blanche à la Maison-Blanche, 1re partie (A Night Louse at the White House, Part 1)
18. Nuit blanche à la Maison-Blanche, 2e partie (A Night Louse at the White House, Part 2)
19. L'Affaire du collier (The 'Dooby Dooby Doo' Ado)
20. En scène Scooby-Doo ! (Showboat Scooby)
21. Sherlock Holmes Doo, 1re partie (Sherlock Doo, Part 1)
22. Sherlock Holmes Doo, 2e partie (Sherlock Doo, Part 2)
23. Scooby-Doo à Hollywood (A Scary Duel With a Cartoon Ghoul)
24. EIEIO (E*I*E*I*O)
25. Le Ballet de Noël de Scooby-Doo[3], 1re partie (A Nutcracker Scoob, Part 1)
26. Le Ballet de Noël de Scooby-Doo, 2e partie (A Nutcracker Scoob, Part 2)